# Stipa constricta
Stipa constricta är en gräsart som beskrevs av Albert Spear Hitchcock. Stipa constricta ingår i släktet fjädergrässläktet, och familjen gräs. Inga underarter finns listade i Catalogue of Life.